# 鮫島実三郎
鮫島 実三郎（さめじま じつさぶろう、1890年（明治23年）7月3日 - 1973年（昭和48年）4月30日）は、日本の物理化学者である。

## 経歴・人物
大阪市の生まれ。東京帝国大学理科大学（現在の東京大学大学院理学系研究科・理学部）に入学し、1914年（大正3年）に卒業後は後に義理の父となる池田菊苗に師事した。1918年（大正7年）離日し、アメリカ合衆国ではノーベル化学賞を受賞したセオドア・リチャーズに師事しイギリスではアイルランド出身のフレデリック・ドナン、フランスではジャン・ペランに師事する等欧米の津々浦々で学ぶ。その後帰国し1921年（大正11年）には東北帝国大学（現在の東北大学）の助教授となり、翌1922年（大正12年）には同大学の教授に昇格した。また翌1923年（大正12年）には母校の東京帝国大学（現在の東京大学）に転勤し、理学部の教授として活動し両大学で物理化学の研究やその教鞭を執った。
同大学に勤務中は膠質等固体による気体収着等の研究に携わり多くの賞を受賞し、その新理論の提示や日本におけるコロイド物理学や界面化学の指導的地位にあたった。1925年（大正14年）には理学博士を取得し、翌1926年（大正15年）には月刊『欧文日本化学会誌』の創刊にも携わり日本の化学の国際化に貢献する。1951年（昭和26年）に定年により退官し、同時に同大学の名誉教授および埼玉大学の教授となった。1954年（昭和29年）に退官後は立教大学にて教鞭を執り、1958年（昭和33年）には日本学士院の会員ともなった。

## 受賞歴
- 日本化学会桜井賞 - 1938年（昭和13年）受賞[3]。
- 日本学士院賞 - 1952年（昭和27年）受賞[1][2]。

## 著書
- 『膠質学』
- 『物理化学教本』